# カナダ五大銀行
カナダ五大銀行（カナダごだいぎんこう、英・仏: Big Five）は、カナダ銀行業界における業界5位までの銀行5行を指す。これら全てのメガバンクが運営本部をトロントに置いている。

## ランキング
以下、現在の五大銀行の企業ブランド名。上から時価総額順。
1. カナダ・ロイヤル銀行 （RBCフィナンシャル・グループ）
2. トロント・ドミニオン銀行 （TDバンク・フィナンシャル・グループ）
3. ノバスコシア銀行 （スコシア・バンク）
4. モントリオール銀行 （BMOフィナンシャル・グループ）
5. カナダ帝国商業銀行 （CIBC）

近現代の歴史において、ロイヤル銀行（RBC）は常に業界ナンバー1の地位を維持してきている。1990年代後半まではCIBCが業界第2位で、BMO、スコシアバンク、TDバンクと続いたが、1990年代後半以降は、業界の再編が起こり、度々順位が変動した。1993年にRBCはロイヤル・トラスト（トラストとしては当時業界2位）を獲得し、1997年にスコシアバンクはナショナル・トラストを買収した。スコシアバンクはさらにアメリカ以外の国外へ国際業務を拡大したことにより規模においてBMOを抜いた。TDバンクはカナダ・トラスト（トラストとしては長く業界1位）と合併し、時価総額では銀行業界第2位の地位を得た。BMOはその間大きな変化がなく、CIBCはアメリカへの進出で成果をあげることができず、資産を減らしたことから業界第5位へと転落した。
また、カナダ・ナショナル銀行を加えた六大銀行（Big Six）もしばしば使われる。この銀行は五大銀行と比較すると規模は小さく、ケベック州に比重が置かれている。

### 五大銀行のブランド名称
| 略称 | 公式名称 （親会社）      | グループ・ブランド                 | リテール・バンキング （カナダ国内） | リテール・バンキング （アメリカ） |
| ---- | ------------------------ | ---------------------------------- | ----------------------------------- | --------------------------------- |
| RBC  | カナダ・ロイヤル銀行     | RBCフィナンシャル・グループ        | RBCロイヤル銀行                     | RBCセンチュラ                     |
| TD   | トロント・ドミニオン銀行 | TDバンク・フィナンシャル・グループ | TDカナダ・トラスト                  | TDバンクノース                    |
| BNS  | ノバスコシア銀行         | スコシア・バンク・グループ         | スコシア・バンク                    |                                   |
| BMO  | モントリオール銀行       | BMOフィナンシャル・グループ        | BMOモントリオール銀行               | ハリス                            |
| CIBC | カナダ帝国商業銀行       | CIBC                               | CIBC                                |                                   |

## 五大銀行の事業構成
カナダ五大銀行は商業銀行としての役割に留まらず、証券業・投資銀行業務・保険業など金融市場に幅広くサービスを展開することで収益を拡大し、カナダの金融市場は少数寡占状態となっている。カナダ最大の金融機関であるRBCグループの場合、以下5つの事業団体で構成されている。
| RBCグループの主な企業一覧        |                                                                                |
| -------------------------------- | ------------------------------------------------------------------------------ |
| カナダロイヤル銀行               | 商業銀行業務                                                                   |
| RBCウェルス・マネジメント        | 個人・法人を対象とした資産運用アドバイス、有価証券の売買、その他投資銀行業など |
| RBC Investor & Treasury Services | 機関投資家を対象とした有価証券保管・管理業務                                   |
| RBCキャピタル・マーケッツ        | 外国債券・為替・金融商品の営業・投資銀行業など                                 |
| RBC Insurance                    | 個人・団体を対象とした傷害保険、生命保険、損額保険などの販売                   |

人種多様なカナダでは、各国語のサービスも充実しており、カナダ公用語である英語・フランス語以外にも、中国語・日本語などその他言語サービスも提供されている。

## 参照
1. ↑  Five Business Segments